# 三谷昌登
三谷 昌登（みたに まさと、1977年11月10日 - ）は、日本の脚本家、演出家、俳優。 
京都府京都市東山区出身。同志社高等学校卒業。「劇団6.89」主宰。所属事務所はクォーター・トーン。「劇団 6.89」では脚本・演出・出演を兼ねる。

## 略歴
京都・祇園の花街の家に生まれ、女子に生まれれば芸舞妓になっていたと語る。小学校時代にはプロ野球選手、中学校時代にはお笑いに憧れ、続いてプロレスラーを目指し格闘技を始めるものの挫折。「いったい何をやりたいんやろう」と考え直した時に歴史が好きであることに気づき、歴史そのものを研究するよりもむしろ歴史上の人物になりたいと時代劇の道を志す。
高校を卒業後に東映俳優養成所に入所し、18歳で芝居を始める。入所から半年で東映太秦映画村にて「扮装バイト」と呼ばれる武士や忍者の扮装で客への案内や写真撮影のアルバイトを始め、養成所講師でTBS『水戸黄門』などを手掛けた矢田清巳監督から声を掛けられて里見浩太朗主演の刑事ドラマ『一色京太郎事件ノート』にレギュラー出演したのをきっかけに仕事が増え始めたため、養成所の基本的な段階を踏んでいないという。
大部屋俳優を2年経験して養成所を辞め、大学を中退して2001年にシチュエーション・コメディを得意とする「劇団6.89」を旗揚げして、劇団員から「言い出しっぺのおまえが書けよ」と言われたことで役者に加えて脚本・演出も担当する。2005年には脚本家の田渕久美子が舞台を見に来たことをきっかけに、田渕脚本の『ダイヤモンドの恋』でNHKドラマに初出演する。2007年には「江戸川プリンセス」を結成する。以降、舞台やドラマの脚本と出演やラジオDJなどを務める。
2011年には裁判員裁判を題材に脚本を手掛けたMBSラジオのラジオドラマ『罪と罰と人情と』が日本民間放送連盟賞番組部門ラジオエンターテインメント番組で優秀賞を受賞。 
2016年にはNHK連続テレビ小説『あさが来た』のスピンオフドラマとなる『あさが来たスピンオフ「割れ鍋にとじ蓋」』の脚本を担当、2018年にはNHK大河ドラマ『西郷どん』に出演し、脚本協力として脚本開発にも携わる。2019年度後期放送のNHK連続テレビ小説『スカーレット』では、朝ドラ史上でも異例となる、俳優としての出演に加えて脚本家として「特別編」と位置づけられた第21週の脚本を担当する。

## 人物
身長は175cm。
趣味は落語、バイク、料理。特技は空手、殺陣、着付。
東映太秦映画村の「仮面ライダーショー」の脚本・演出を担当する。
脚本家と俳優を兼務することについては、筆が進まない時には俳優のほうが楽しいと感じる一方で、執筆した脚本で役者がしびれるような芝居を見せた時には書く喜びを感じることから、「どっちもやめられない」「欲を言えば、どっちもやりたい」と語っている。

## 作品

### 舞台（作品）
劇団6.89公演
- スペースアワー（2001年）
- キャンディマスク（2002年）
- 極〜Kiwami〜（2003年）
- 緊急転校生（2004年）
- 手乗り侍（2004年）
- 東京タイタニック（2005年）
- 再来年もそのまた来年も（2006年）
- 歌とヒーロー（2007年、番外公演）
- 歌とコメディ（2008年、番外公演）
- ジダイオクレ（2010年）
- 美女と野獣と赤い馬（2011年）

江戸川プリンセス公演
- 東京タイタニック（2007年）

その他公演
- 「3x3=3」タケシタさんと三人の男たち。 「イヴに悩む」（2009年、TEAM54）
- 孔明め！孔明め！孔明め！ (2017年6月)
作･演出：三谷昌登
京都公演　2017年6月1日-2日 京都府立文化芸術会館
松山公演　2017年6月14日-15日　ひめぎんホール

### ラジオドラマ（作品）
- MBSラジオドラマ「罪と罰と人情と」（2010年、MBS） - 民放連最優秀作品賞

### テレビドラマ（作品）
- 中学生日記（NHK Eテレ）
  - ピンポン奪取!（2006年11月20日）
  - 黒川先生の卒業式（2007年3月19日）
- オトンの宝物（2007年、NHK大阪）
- 誰も知らないJ学園（2010年、関西テレビ）
- 天王寺ブロードウェー（2010年、NHK大阪）
- 猿飛三世（2012年、NHK BSプレミアム） - 京ことば指導
- 鵜飼いに恋した夏（2014年、NHK BSプレミアム） - 京ことば指導
- 連続テレビ小説（NHK）
  - あさが来た（2015年 - 2016年、NHK） - 京ことば指導
    - あさが来たスピンオフ「割れ鍋にとじ蓋」（2016年）[7]

  - スカーレット（2020年）[5]
    - 第21週 特別編「スペシャル・サニーデイ」
    - 第22週 - 脚本協力

  - エール（2020年） - 取材、脚本協力
  - あんぱん（2025年） - 脚本協力[8]
- 三ツ星町のお話（2017年、J:COMチャンネル）
- 大河ドラマ（NHK）
  - 西郷どん（2018年） - 脚本協力
  - べらぼう〜蔦重栄華乃夢噺〜（2025年） - 脚本（第28回）[8]
- 雲霧仁左衛門5（2020年、NHK BSプレミアム）
- 大奥（2023年、NHK） - 京ことば指導

## 出演

### テレビドラマ（出演）
NHK
- ダイヤモンドの恋（2005年） - 佐藤守 役
- あほやねん すきやねん
- 大河ドラマ
  - 篤姫（2008年） - 千吉 役
  - 軍師官兵衛（2014年）
  - おんな城主 直虎（2017年）
  - 西郷どん（2018年） - 柳原前光 役（脚本協力としても参加）
  - 青天を衝け（2021年） - 徳川家達 役

- 連続テレビ小説
  - だんだん（2008年度後期） - 酒井伸一 役
  - ウェルかめ（2009年度後期） - 教諭 役
  - ごちそうさん（2013年度後期） - ヨシムラ 役
  - とと姉ちゃん（2016年度前期） - 扇田弘栄 役
  - スカーレット（2019年度後期） ‐ 磯貝忠彦 役
  - カムカムエヴリバディ（2021年度後期） ‐ 畑野 役
  - 舞いあがれ!（2022年度後期） - 小堺 役
  - ブギウギ（2023年度後期） - 八百屋のキヨ 役

- おかんの逆襲〜 我が家のリフォーム戦争〜（2009年） - 小谷幸雄 役
- フェイク 京都美術事件絵巻（2011年） - 中村一樹 役
- 真夜中のパン屋さん（2013年）
- ボーダーライン 第4回（2014年）
- 経世済民の男 小林一三（2015年）
- ちかえもん（2016年） - 銀介 役
- 定年女子（2017年） - 関口武志 役
- 龍馬 最後の30日（2017年）
- 龍馬の遺言（2017年）
- みをつくし料理帖 最終回（2017年） - 読売の男 役
- 家康、江戸を建てる（2019年）
- 盤上のアルファ（2019年）

TBS
- 一色京太郎事件ノート - 戸川正人 役
  - 一色京太郎事件ノート6「京都火祭り鬼面殺人事件」（1997年）
  - 一色京太郎事件ノート7「京都花づくし殺人事件」（1998年）

- 水戸黄門
  - 第27部（1999年）
  - 第29部（2001年）
  - 第38部（2008年）

- 大江戸を駈ける!（2000年）
- 狩矢警部シリーズ
  - 狩矢警部シリーズ13「京都人形浄瑠璃殺人事件」（2014年）
  - 狩矢警部シリーズ15「京都タペストリー殺人事件」（2015年）

- オバベン2 -京都ふたりの女弁護士-（2016年）

テレビ朝日
- 女の犯罪ミステリー 福田和子 - 柿本則夫 役
- 京都地検の女9（2013年） - 高見 役
- 特捜最前線2013〜7頭の警察犬（2013年9月29日）
- 科捜研の女 SEASON 13 File 9（2014年1月6日）
- 出入禁止の女〜事件記者クロガネ〜 最終回（2015年2月26日）
- 実録ドラマスペシャル 女の犯罪ミステリー 福田和子 整形逃亡15年（2016年3月17日） - 柿本則夫 役
- 騎士竜戦隊リュウソウジャー 第4話（2019年4月7日） - 城田徹也 役
- ドクターX〜外科医・大門未知子〜（2019年10月17日 - ） - 蟹江旬 役

BS 日テレ
- 佐武と市捕物控 - 与志松 役

BS-TBS
- 臥竜の天（2013年）

WOWOW
- ふたがしら2（2016年）

### 映画
- 残侠 ZANKYO（1999年） - 春日 役
- 幕末高校生（2014年）

### ラジオドラマ（出演）
- FMシアター（NHK-FM）
  - 潜水艦家族（2009年11月7日） - 野地原天 役
  - ある一日（2013年4月27日）
  - 太秦ムービースター（2019年9月28日）
  - 『あの日々たちよ～詩劇としての』（2022年6月11日、塩見三省 作）[10] - イリーナの息子 役
- 青春アドベンチャー（NHK-FM）
  - know 〜知っている（2015年3月2日 - 3月13日）
  - 雨にもまけず粗茶一服（2016年9月19日 - 9月30日）

### ラジオ
α-STATION（エフエム京都）
- HARADISE RADIO（2011年7月 - 2017年6月） - 番組内の『Monthly oh!喜利y!!』（2016年4月 - 番組終了）の進行と『ジュマペール ジェームス』にレギュラー出演。
- J&M THEATER（2017年7月 - ）